# Myocyte
1. Axone

2. Jonction neuromusculaire

3. Fibre musculaire

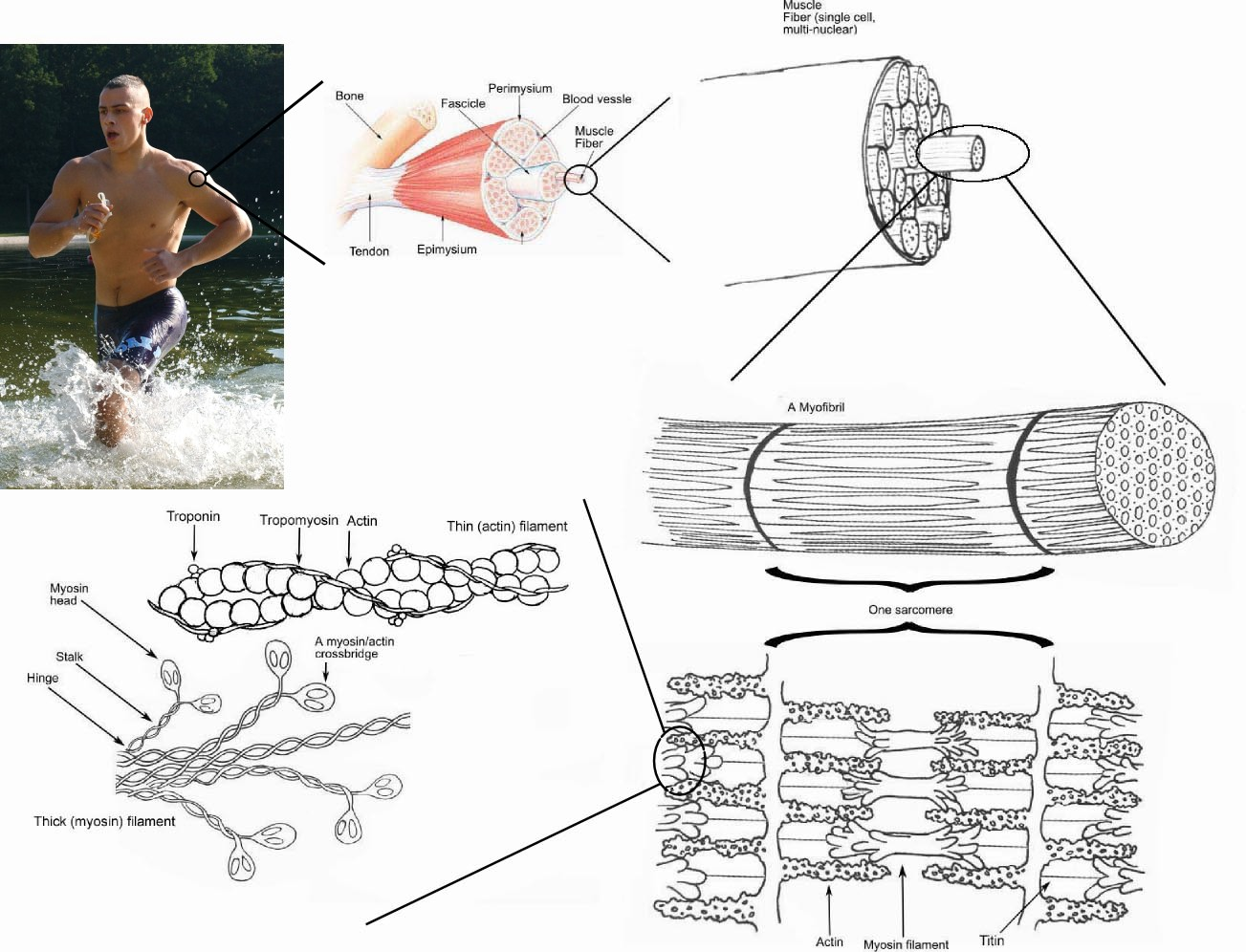
Une vue de coupe en bas du système musculaire squelettique

Les myocytes, ou fibres musculaires, sont des cellules capables de contraction.
On distingue principalement les myocytes striées des myocytes lisses.
Les propriétés contractiles des cellules musculaires tiennent de la présence d'éléments du cytosquelette capables de se contracter à la suite d'une augmentation de la concentration en calcium intracellulaire.
Ces éléments contractiles élémentaires sont constitués de microfilaments d'actine couplés à des myofilaments de myosine. La myosine effectue un cycle de détachement/réattachement accompagné d'un mouvement transversal le long de l'actine. Ce cycle aboutit à un raccourcissement de la fibre, qui est à la base de la contraction générale de la cellule. Ce cycle est accompagné d'une hydrolyse d'ATP qui fournit l'énergie nécessaire à la force mécanique développée et est régulé par le calcium.
L'unité contractile du myocyte est le sarcomère. Si l'on considère schématiquement celui-ci, il se définit comme l'espace entre deux stries Z, et est composé de filaments d'actine et de myosine enchevêtrés les uns dans les autres. Les filaments d'actine sont liés directement aux stries Z alors que la myosine est maintenue au centre du sarcomère par une protéine : la titine elle-même liée à la strie Z.

## Cycle contractile

### Contraction
La réception du stimulus nerveux induit un potentiel d'action qui se propage le long de la membrane plasmique, pénètre dans les tubes transverses du réticulum sarcoplasmique (réticulum endoplasmique lisse du myocyte) et y déclenche la libération d'ions calcium. Ce calcium va, pour finir, se lier à une protéine particulière, la troponine-C (qui en temps normal inhibe l'interaction entre filaments d'actine et de myosine) et induire un changement de conformation de cette dernière pour permettre aux têtes de myosine de se lier aux filaments d'actine. Une fois l'interaction possible entre l'actine et la myosine et en présence bien sûr des nutriments nécessaires (ex. ATP) le sarcomère se raccourcit par l'action des myosines qui « marchent », vers les extrémités du sarcomère, sur les filaments d'actine. Cela conduit à une contraction du muscle.

### Décontraction
Lors de la disparition du potentiel d'action, le calcium est transporté activement dans les citernes du réticulum sarcoplasmique. Là le calcium se lie à une protéine, la calséquestrine, ce phénomène diminue la concentration de calcium libre. Quand il n'y a plus suffisamment de calcium cytosolique, les troponine-C retrouvent leur fonction inhibitrice. L'étirement du sarcomère se fait grâce à la contraction d'un muscle antagoniste, ce qui amène à la décontraction du muscle.

## Types de myocytes

### Cellules musculaires lisses
Aussi appelées léiomyocytes.

### Cellules musculaires striées

#### Cellules musculaires striées squelettiques
Aussi appelées rhabdomyocytes.

#### Cellules musculaires striées cardiaques
Le myocyte cardiaque aussi appelé cardiomyocyte est un type particulier de muscle strié. Il est plurinucléé (le plus souvent binucléé) et se comporte comme un syncytium grâce à un couplage électrique entre cellules par des jonctions communicantes (GAP junctions). Contrairement au myocyte du muscle strié squelettique son diamètre et sa longueur sont limités. 
Elles ont le même aspect strié que les fibres musculaires squelettiques, mais celui-ci est beaucoup moins bien organisé. En effet, du fait de la présence du noyau au centre de la fibre musculaire cardiaque l'appareil de contraction apparaît séparé.